# Sainte-Eanne
Sainte-Eanne és un municipi francès situat al departament de Deux-Sèvres i a la regió de la Nova Aquitània. L'any 2007 tenia 649 habitants.

## Demografia

### Població
El 2007 la població de fet de Sainte-Eanne era de 649 persones. Hi havia 238 famílies de les quals 40 eren unipersonals (20 homes vivint sols i 20 dones vivint soles), 71 parelles sense fills, 103 parelles amb fills i 24 famílies monoparentals amb fills.
La població ha evolucionat segons el següent gràfic:
Habitants censats

### Habitatges
El 2007 hi havia 273 habitatges, 238 eren l'habitatge principal de la família, 21 eren segones residències i 13 estaven desocupats. 269 eren cases i 4 eren apartaments. Dels 238 habitatges principals, 188 estaven ocupats pels seus propietaris, 46 estaven llogats i ocupats pels llogaters i 4 estaven cedits a títol gratuït; 1 tenia una cambra, 8 en tenien dues, 18 en tenien tres, 65 en tenien quatre i 146 en tenien cinc o més. 212 habitatges disposaven pel capbaix d'una plaça de pàrquing. A 92 habitatges hi havia un automòbil i a 136 n'hi havia dos o més.

### Piràmide de població
La piràmide de població per edats i sexe el 2009 era:
| Homes | Edats   | Dones |
| ----- | ------- | ----- |
| 0     | 95 o +  | 0     |
| 4     | 90 a 94 | 0     |
| 4     | 85 a 89 | 8     |
| 0     | 80 a 84 | 4     |
| 4     | 75 a 79 | 12    |
| 12    | 70 a 74 | 16    |
| 12    | 65 a 69 | 16    |
| 8     | 60 a 64 | 12    |
| 12    | 55 a 59 | 8     |
| 20    | 50 a 54 | 16    |
| 8     | 45 a 49 | 8     |
| 24    | 40 a 44 | 8     |
| 48    | 35 a 39 | 48    |
| 16    | 30 a 34 | 28    |
| 24    | 25 a 29 | 20    |
| 4     | 20 a 24 | 0     |
| 24    | 15 a 19 | 20    |
| 28    | 10 a 14 | 48    |
| 20    | 5 a 9   | 24    |
| 12    | 0 a 4   | 16    |

## Economia
El 2007 la població en edat de treballar era de 424 persones, 318 eren actives i 106 eren inactives. De les 318 persones actives 296 estaven ocupades (170 homes i 126 dones) i 22 estaven aturades (9 homes i 13 dones). De les 106 persones inactives 36 estaven jubilades, 31 estaven estudiant i 39 estaven classificades com a «altres inactius».

### Ingressos
El 2009 a Sainte-Eanne hi havia 248 unitats fiscals que integraven 682,5 persones, la mediana anual d'ingressos fiscals per persona era de 15.673 €.

### Activitats econòmiques
Dels 31 establiments que hi havia el 2007, 4 eren d'empreses extractives, 2 d'empreses alimentàries, 1 d'una empresa de fabricació d'altres productes industrials, 8 d'empreses de construcció, 5 d'empreses de comerç i reparació d'automòbils, 5 d'empreses de transport, 1 d'una empresa d'hostatgeria i restauració, 2 d'empreses financeres, 2 d'empreses de serveis i 1 d'una entitat de l'administració pública.
Dels 6 establiments de servei als particulars que hi havia el 2009, 1 era un taller de reparació d'automòbils i de material agrícola, 2 paletes, 1 guixaire pintor i 2 lampisteries.
L'any 2000 a Sainte-Eanne hi havia 17 explotacions agrícoles que ocupaven un total de 814 hectàrees.

## Equipaments sanitaris i escolars
El 2009 hi havia una escola elemental.

## Poblacions més properes
El següent diagrama mostra les poblacions més properes.